# 象山港大桥
象山港大桥是中国浙江省宁波市 甬莞高速一座双塔双索面斜拉桥。桥长6750米，连接宁波市鄞州区和象山县，在横山码头和西泽码头西侧穿越象山港海域。2008年12月30日开工，2012年12月29日建成通车。
象山港大桥是 甬莞高速（甬台温复线高速公路）的一部分。大桥连接线起自 宁波绕城高速云龙互通，到达里蔡互通穿过象山港，止于墙头镇戴港。